# Radicale di Jacobson
In matematica, il radicale di Jacobson di un anello è il suo ideale composto da tutti gli elementi dell'anello che annullano tutti i suoi moduli destri semplici; se l'anello è unitario, questo coincide con l'intersezione di tutti i suoi ideali destri massimali. Entrambe le definizioni sono simmetriche, nel senso che sostituendo moduli e ideali destri con moduli e ideali sinistri si ottiene lo stesso ideale (sebbene, in genere, gli ideali massimali destri e sinistri non coincidano).
Prende il nome da Nathan Jacobson, che ne diede la definizione per anelli arbitrari nel 1945.
Il radicale di Jacobson di A viene in genere indicato con J(A), Jac(A) o rad(A) (sebbene quest'ultima notazione possa generare ambiguità con il radicale).